# Cyclosorus pseudogueinzianus
Cyclosorus pseudogueinzianus är en kärrbräkenväxtart som först beskrevs av Roland Napoléon Bonaparte, och fick sitt nu gällande namn av Mazumdar och Mukhop. Cyclosorus pseudogueinzianus ingår i släktet Cyclosorus och familjen Thelypteridaceae. Inga underarter finns listade.